# Kanton Carignan
Carignan is een kanton van het Franse departement Ardennes. Het kanton maakt deel uit van het arrondissement Sedan.

## Geschiedenis
Op 22 maart 2015 werden de aangrenzende kantons Mouzon en Sedan-Est opgeheven. Van Mouzon werden alle gemeenten en van Sedan-Est de gemeente Escombres-et-le-Chesnois toegevoegd aan het kanton Carignan. Hiermee nam het aantal gemeenten toe van 26 tot 40. Op 15 september 2015 werd de gemeente Mairy opgeheven en opgenomen in de aangrenzende gemeente Douzy en op 1 januari 2016 gebeurde hetzelfde met Amblimont en de aangrenzende gemeente Mouzon waarmee het kanton momenteel nog 38 gemeenten omvat.

## Gemeenten
Het kanton Carignan omvat de volgende gemeenten:
- Auflance
- Autrecourt-et-Pourron
- Beaumont-en-Argonne
- Bièvres
- Blagny
- Brévilly
- Carignan
- Les Deux-Villes
- Douzy
- Escombres-et-le-Chesnois
- Euilly-et-Lombut
- La Ferté-sur-Chiers
- Fromy
- Herbeuval
- Létanne
- Linay
- Malandry
- Margny
- Margut
- Matton-et-Clémency
- Messincourt
- Mogues
- Moiry
- Mouzon
- Osnes
- Puilly-et-Charbeaux
- Pure
- Sachy
- Sailly
- Sapogne-sur-Marche
- Signy-Montlibert
- Tétaigne
- Tremblois-lès-Carignan
- Vaux-lès-Mouzon
- Villers-devant-Mouzon
- Villy
- Williers
- Yoncq